# 킴 그리스트
킴 그라이스트(Kim Greist, 영어 발음: /graɪst/, 1958년 5월 12일 ~ )는 미국의 배우, 모델이다.
스탬퍼드에서 태어났다.

## 출연 작품
- 조 (2001년)
- 나는 네가 지난 13일 금요일 밤에 한 일을 알고 있다 (2000년) - 미세스 피콕 역
- H-E 더블 하키 스틱스 (1999년)
- 라스트 엑시트 투 어스 (1996년) - 이브 역
- 머나먼 여정 2 (1996년)
- 하우스게스트 (1995년)
- 로스웰의 비밀 (1994, Roswell) - 바이 마셀 역
- 머나먼 여정 (1993년)
- 복제 인간 (1992년)
- 라스트 리벤저 (1991년)
- 천재 도둑과 장인 그리고 여자 (1990년)
- 펀치라인 (1988년)
- 환상 살인 (1987년)
- 와이즈가이 (1987년)
- 맨헌터 (1986년) - 몰리 그레이엄 역
- 브라질 (1985년) - 질 레이턴 역
- C.H.U.D. (1984년)

### 텔레비전
- 시카고 메디컬 (1994-95)